# Did I Let You Know
Did I Let You Know è una canzone dei Red Hot Chili Peppers, quarto singolo estratto dall'album I'm with You. Questo singolo è stato pubblicato solamente in Brasile.

## Struttura
La canzone è caratterizzata da un sound molto vicino al latino americano (seppur sempre rock), soprattutto per quanto riguarda il riff di chitarra di Josh Klinghoffer e per la parte della batteria molto ritmica, inoltre è possibile udire un breve ma fantastico assolo di tromba nella parte intermedia della canzone. Si tratta del primo singolo dei Red Hot scelto dai fan.